# 전국개별화물자동차운송사업연합회
전국개별화물자동차운송사업연합회(全國個別貨物自動車運送事業聯合會, Korea Personal Trucking Association ; KPTA)는 개별화물자동차운송사업의 공익성을 구현하고 정부시책을 적극 추진하며 사업자 상호간의 협조체계를 공고히 함으로써 개별화물자동차운송사업의 건전한 발전과 공동이익을 도모하기 위하여 설립된 단체이다. 서울특별시 서초구 남부순환로337가길70 성협빌딩 2층에 위치하고 있다.

## 설립 근거
- 화물자동차 운수사업법[3]

## 연혁
- 1992년 3월 11일 전국개별화물자동차운송사업조합연합회 설립 인가. 초대 도성주 회장 취임
- 1992년 3월 30일 전국개별화물자동차운송사업조합연합회 창립총회
- 1996년 3월 11일 제2대 도성주 회장 취임
- 1997년 8월 30일 화물자동차운수사업법 제정공포
- 1997년 10월 9일 행정구역 조정으로 울산광역시개별화물조합 설립
- 1998년 4월 13일 전국개별화물자동차운송사업조합연합회를 전국개별화물자동차운송사업연합회로 명칭 변경
- 1999년 3월 11일 제3대 도성주 회장 취임
- 1999년 7월 1일 화물자동차운송사업 등록제 시행
- 2002년 5월 7일 제4대 김기태 회장 취임
- 2004년 4월 21일 화물자동차운송사업 허가제 시행
- 2005년 3월 11일 제5대 안철진 회장 취임
- 2008년 3월 11일 제6대 안철진 회장 취임
- 2011년 3월 11일 제7대 안철진 회장 취임
- 2014년 3월 11일 제8대 민영일 회장 취임
- 2015년 1월 30일 제8대 안철진 보궐회장 취임

## 주요 업무
- 화물운송 관련 제도 개선 지속적 추진
- 개별화물사업자 경영여건 개선 추진
- 교통사고 예방 및 운송시장 질서 확립
- 개별화물사업자 복지대책 추진
- 단체기능 활성화 및 경영지원 강화 추진

## 조직

### 이사

#### 전무이사

##### 기획실
- 기획과
- 총무과

## 같이 보기
- 전국화물자동차운송사업연합회
- 전국화물자동차운송주선사업연합회
- 전국용달화물자동차운송사업연합회
- 화물복지재단
- 한국교통연구원